# Surface and Atmosphere Geochemical Explorer
Pour les articles homonymes, voir Sage (homonymie).
Surface and Atmosphere Geochemical Explorer ou SAGE était un projet de mission spatiale d'exploration de Vénus américain proposé à la fin des années 2000 par  le Jet Propulsion Laboratory dans le cadre du programme New Frontiers de la NASA. Celle-ci lui a préféré la mission de retour d'échantillon d'astéroïde OSIRIS-REx. La mission SAGE comprenait un atterrisseur qui devait traverser l'atmosphère de Vénus et se poser à sa surface puis survivre environ 3 heures aux conditions régnant en surface (458 °C et pression de 91 bars) permettant une analyse détaillée de l'atmosphère et du sol mal connus du fait de la durée de vie très brève des atterrisseurs du programme Venera qui jusqu'à présent étaient les seuls à avoir atterri sur le sol vénusien.

## Historique du projet
À la fin de la décennie 2000, le Jet Propulsion Laboratory propose en collaboration avec l'Université du Colorado la mission d'exploration spatiale de la planète Vénus SAGE. Celle-ci dérive de Venus in Situ Explorer (VISE), une mission proposée par le passé,. SAGE fait partie des trois projets présélectionnés en 2008 par la NASA dans le cadre de son programme New Frontiers et qui reçoivent un financement pour permettre une étude plus approfondie. Les deux autres missions sont OSIRIS-REx  et MoonRise, respectivement une mission de retour d'échantillon d'astéroïde et une sonde spatiale chargée de ramener des échantillons du pôle sud de la Lune. En janvier 2010, les missions SAGE et OSIRIS-REx franchissent la deuxième étape de la sélection mais en mai 2011, la NASA annonce la sélection d'OSIRIS-REx.

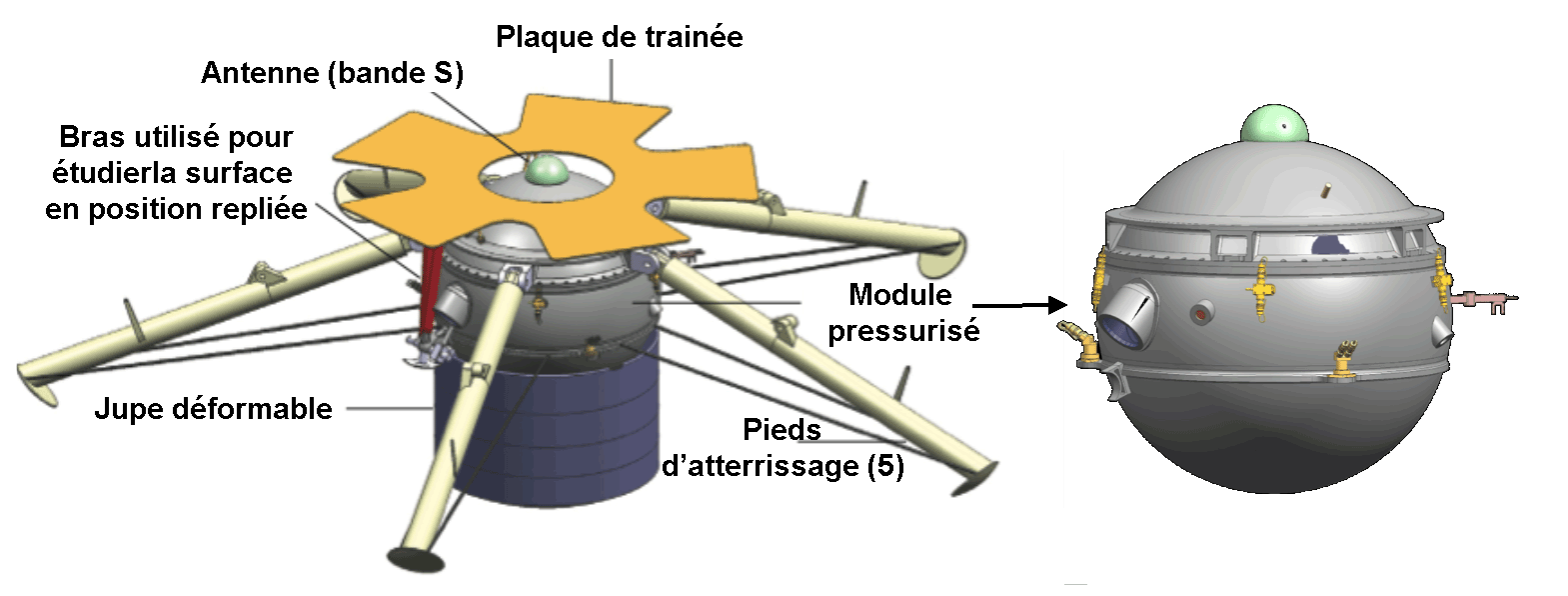
Schéma de l'atterrisseur de la sonde spatiale vénusienne SAGE

## Caractéristiques techniques
Les caractéristiques techniques du projet SAGE sont assez proches des missions du programme Venera de l'Union soviétique. La sonde spatiale comprend un vaisseau mère servant sur place de relais de télécommunications avec la Terre et un atterrisseur encapsulé dans un bouclier thermique. Le vaisseau mère reprend des éléments des sondes spatiales MRO et GRAIL. Le bouclier thermique est chargé de protéger la sonde spatiale de l'échauffement produit par la rentrée atmosphérique à très grande vitesse. Il est largué à l'aide d'un parachute lorsque la vitesse de descente devient subsonique. L'atterrisseur tombe alors en chute libre seulement stabilisé par une plaque métallique fixée à son sommet. L'atterrisseur comprend une sphère en titane pouvant résister à la pression régnant à la surface de la planète posée au sommet d'une jupe cylindrique métallique chargée d'absorber le choc de l'atterrissage qui s'effectue à une vitesse de 10 mètres par seconde. Cinq pieds complètent le dispositif d'amortissement et maintiennent la sonde verticale une fois celle-ci posée. Pour absorber la chaleur régnant à la surface de la planète, l'atterrisseur utilise comme les sondes Venera du nitrate de sodium qui accumule les calories en passant de l'état solide à l'état liquide.

## Site d'atterrissage
La sonde spatiale devait atterrir non loin du sommet de Mielikki Mons, volcan d'un diamètre de 300 km pour une hauteur de 1 500 mètres. Selon les données recueillies par les instruments de la sonde spatiale européenne Venus Express, ce volcan a connu une éruption récente.

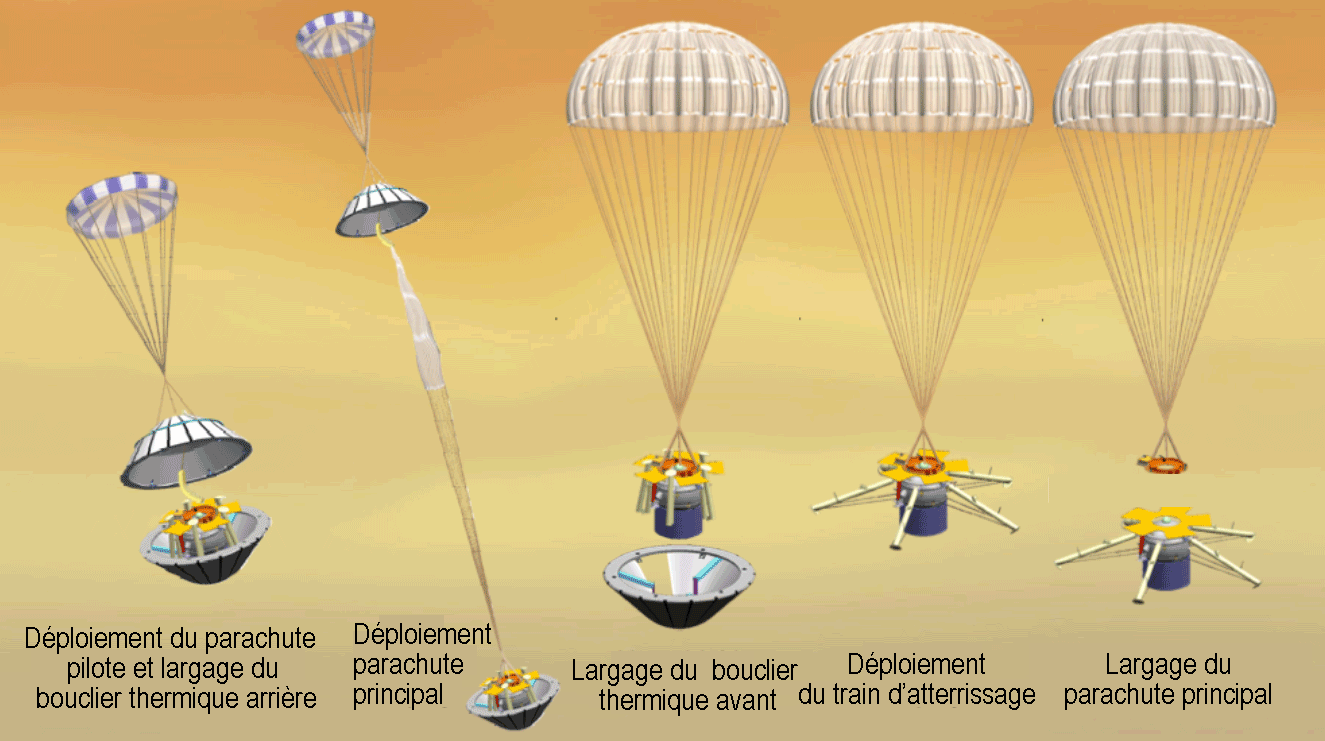
Séquence de descente vers le sol de la planète Vénus

## Déroulement de la mission
La mission devait être lancée en décembre 2016 par une fusée Delta IV ou Atlas V et atteindre la planète Vénus en mai 2017. Arrivé aux abords de Vénus, l'atterrisseur se détache du vaisseau mère pour pénétrer dans l'atmosphère de la planète. L'atterrisseur se sépare alors de la sonde spatiale puis descend dans l'atmosphère vénusienne en effectuant des analyses. À partir d'une altitude de 15 km, les caméras commencent à prendre des photos de la surface. Après une descente d'une heure, elle atterrit en douceur et entame une étude du sol et de l'atmosphère. L'atterrisseur est conçu pour résister trois heures aux conditions de température régnant sur le sol vénusien. Une fois à la surface, une foreuse fixée au bout d'un bras amovible va rechercher un échantillon de sol à 10 cm de la surface et donc non altéré par les différents phénomènes atmosphériques. Ces roches sont étudiées à l'aide d'un microscope puis visées par un laser. Les gaz libérés sont analysés par des spectromètres de masse neutre et gamma. Quatre caméras effectuent des prises de vue durant la descente et au sol. Le vaisseau mère qui n'effectue qu'un survol de Vénus retransmet les données vers la Terre.